# ソニア・ドローネー
ソニア・ドローネー（別名ソニア・ドローネー＝テルク、フランス語: Sonia Delaunay、1885年11月13日 – 1979年12月5日）は、ロシア帝国（現在のウクライナにあたる地域）生まれでフランスのパリで活躍した画家である。ロシアとドイツで芸術教育を受けた後にフランスに渡り、絵画のみならずファッションやセットデザインなどにまで活動分野を広げ、家具、テキスタイル、壁紙、衣服などの分野においても自らの芸術を実践した。夫のロベール・ドローネーらとともに、強烈な色彩と幾何的抽象を特徴とする美術の一派であるオルフィスム運動を始めた。夫と並んで「現代美術の主要な創始者」のひとりとされ、ルーヴル美術館で初めて存命中に回顧展が開かれた女性芸術家である。1975年にはレジオンドヌール勲章を受けた。

## 来歴

### 生い立ち（1885–1904）
ソニアの幼い頃のことについては不明な点が多い。ソニアはおそらくサラ・エリエヴナ・シュテルンとして、1885年11月に当時はロシア帝国領であった（現在はウクライナにあたる）オデッサか、ポルタヴァ州フラディスカのいずれかでユダヤ人の両親のもとに生まれたと考えられている。父は釘工場の親方であった。幼い頃に母親のきょうだいでサンクトペテルブルクに住んでいた富裕な弁護士であるヘンリ・テルクとその妻アンナのもとに預けられ、1890年には正式にテルク夫妻の養子になった。サンクトペテルブルクで芸術や外国語の教育を受けた後、1903年に18歳でドイツに留学し、カールスルーエの美術学校で1905年まで学んだ後、パリに移住した。

### パリ（1905–1910）
パリに移住後、1908年にソニアはドイツの美術コレクターでギャラリーオーナーであるヴィルヘルム・ウーデと便宜上の結婚をしたが、これはソニアにとっては持参金を使えるようにするため、ウーデにとっては自分が同性愛者であることを隠すためであった。ウーデを通してソニアはパブロ・ピカソ、ジョルジュ・ブラック、モーリス・ド・ヴラマンクなど、パリの著名な画家たちの面識を得た。ロベール・ドローネーの母であるベルト・フェリシー・ド・ローズ伯爵夫人はウーデのギャラリーをしばしば訪問しており、時々息子を連れてきていた。ソニアは1909年初め頃にロベールと出会い、4月頃には恋人同士になったため、1910年にソニアとウーデは離婚した。ソニアは妊娠しており、ロベールとは1910年11月15日に結婚し、息子シャルルが1911年1月18日に生まれた。ドローネー夫妻はサンクトペテルブルクに住むソニアのおばから手当をもらっていた。ソニアはロベールについて、「ロベール・ドローネーに私は詩人を見出しました。言葉ではなく、色で書く詩人です」と述べている。

### オルフィスム（1911–1913）
1911年にソニアは息子シャルルのベビーベッド用にパッチワークキルトを作ったが、これは現在フランス国立近代美術館に所蔵されている。このキルトの毛布は幾何的な模様と色を用いたもので、ソニアによると「キュビスム的着想」をさまざまな作品に試してみるきっかけのひとつになった。

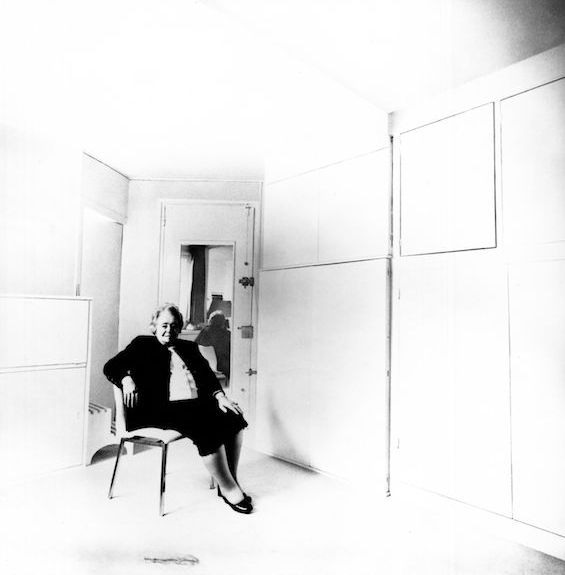
ローター・ヴァレーが撮影したソニア・ドローネー（1978年）

オルフィスムという言葉は詩人で批評家のギヨーム・アポリネールがドローネー夫妻の作品をキュビスムと区別するために使った言葉で、ギリシア神話に出てくる音楽家オルペウスからきている。オルフィスムはキュビスムの「形体重視による色彩の排除という点に反発し、明るく豊潤な色彩を導入」する動きであった。ソニアはロベールと協力し、科学的な色彩理論を取り入れてオルフィスムを創始した。2人は「Simultane（シミュルタネ：同時性）」という概念を追求するようになったが、これは「色のニュアンスや対比と様々なかたちの組み合わせが相互に作用することで豊かな表現が生まれる」というものであった。 
アポリネールを通してソニアは詩人のブレーズ・サンドラールと出会い、友人として共作するようになった。ソニアはインタビューを受けた際、サンドラールの作品を発見したことで「刺激とショック」を受けたと述べた。 

### スペインとポルトガル（1914–1920）
ドローネー夫妻は1914年にスペインに旅行し、マドリードに滞在した。第一次世界大戦が勃発した時、ソニアとロベールはバスク地方のオンダリビアにおり、息子はまだマドリードにいたが、夫妻はフランスに戻らないことにした。1915年8月に夫妻はポルトガルに行き、画家のサミュエル・ハルパートやエドゥアルド・ヴィアナと同じ家に住んだ。ドローネー夫妻はヴィアナと、その友人で既にパリで会っていたアマデオ・デ・ソウザ＝カルドーゾ、ジョゼ・デ・アルマダ・ネグレイロスとの芸術的提携を検討した。ポルトガルでソニアは「ミーニョの市場」(1916) を描いたが、これについてソニアは後に「この国の美に触発されました」と述べている。

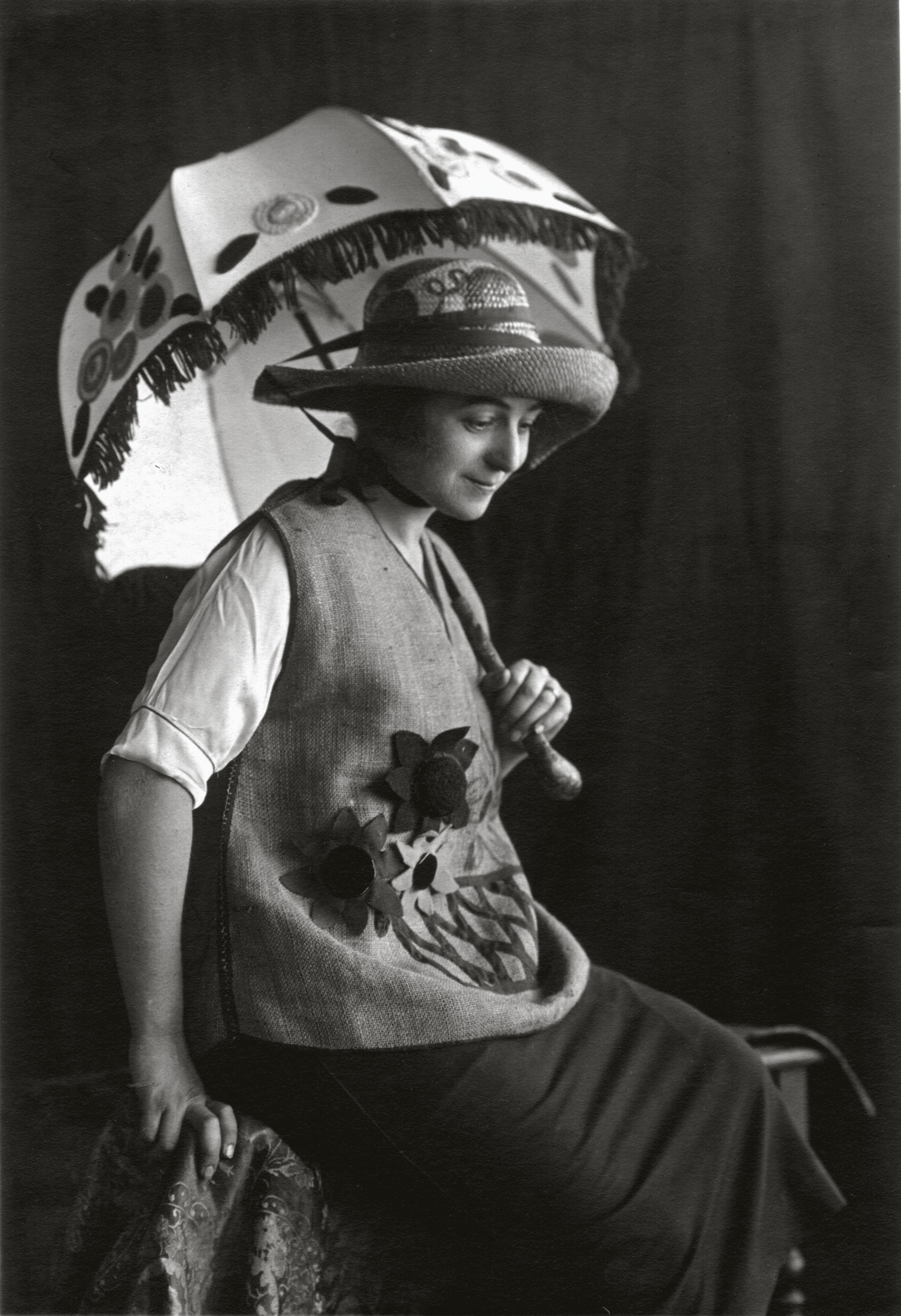
カーサ・ソニアの衣装を着たソニア・ドローネー（マドリッド、1920年頃）

1917年、マドリードでドローネー夫妻はセルゲイ・ディアギレフに会い、ディアギレフの『クレオパトラ』の公演のためにソニアは衣装デザインを、ロベールは舞台デザインを行い、これ以降ソニアは舞台や映画のために「体のダイナミックな動きをより強く印象づける色彩配置」を特徴とする衣装デザインを手掛けるようになった。マドリードでソニアはナイトクラブであるPetit Casinoの装飾を手掛け、カーサ・ソニアを設立して自らのインデリアデザインやファッションを販売し、ビルバオに支店も作ろうとした。ソニアはマドリードのサロンの中心的な人物であった。
ソニア・ドローネーはファッション業界で仕事をする機会を探すべく、1920年に2回パリに出向いた。8月にソニアはポール・ポワレに手紙を書き、自分のビジネスを拡大してポワレのデザインも使いたいと申し出たが、ポワレはソニアが自らのアトリエ・マルティーヌのデザインをコピーし、フランスの脱走兵であるロベールと結婚したと言って拒んだ。ベルリンのデア・シュトゥルム画廊は1920年にソニアとロベールがポルトガルにいた時に作った作品を展示した。

### パリ帰還（1921–1944）
ソニア、ロベール、息子シャルルは1921年にパリに戻って定住した。ドローネー夫妻は深刻な金銭的問題を抱えており、ロベールの母がアンリ・ルソーに注文して描いてもらった絵である「蛇使いの女」をファッションデザイナーのジャック・ドゥーセに売って問題を解決した。ソニアは個人の顧客や友人のために服を作り、1923年にはリヨンの業者から頼まれて幾何的形状と大胆な色使いが特徴の50種類の生地デザインを考案した。 
1923年にソニアはトリスタン・ツァラの芝居『ガス心臓』上演のためのセットと衣装をデザインした。1924年にはジャック・エイムと一緒にファッションスタジオを開き、顧客にはナンシー・キュナード、グロリア・スワンソン、リュシエンヌ・ボゲール、ガブリエル・ドルジアなどがいた。
1925年にソニアはエイムと一緒にパリ万国博覧会にブティック・シミュルタネという名前のパヴィリオンを出した。1927年にソニアはソルボンヌ大学で絵画のファッションに対する影響について講演を行った。
ソニアはマルセル・レルビエ監督のLe Vertige (1926) とルネ・ル・ソンプティエ監督のLe p'tit Parigot (1926) 、2本の映画の衣装デザインを手掛けた1929年には映画Parce que je t'aime のセットの家具をデザインした。この時期にソニアはロベール・ペリエのためにオートクチュールテキスタイルもデザインし、ペリエの芸術サロンであったR-26にも積極的に参加していた。世界恐慌のせいでソニアのビジネスは衰退し、社を畳むことになったが、その後もジャック・エイム、アムステルダムのMetz & Co、ペリエ、個人顧客のためにはデザインをしていた。ソニアは「恐慌のせいでビジネスから解放されました」と述べていた。
1934年末までソニアは1937年のパリ万国博覧会用のデザインを手掛けており、ロベールと一緒に鉄道パヴィリオンと航空宮殿の2つのパヴィリオンの装飾をしていたが、ソニア自身はこの委託契約にかかわることには消極的で、その気があればロベールを手伝うという形でかかわっていた。この展示用の壁画や絵画パネルはアルベール・グレーズ、レオポルド・スュルヴァージュ、ジャック・ヴィヨン、ロジェ・ブラシエール、ジャン・クロティなど50人の芸術家がかかわって作られた。
ロベールは1941年にモンペリエで亡くなった。

### 第二次世界大戦後から晩年（1945 – 1979）

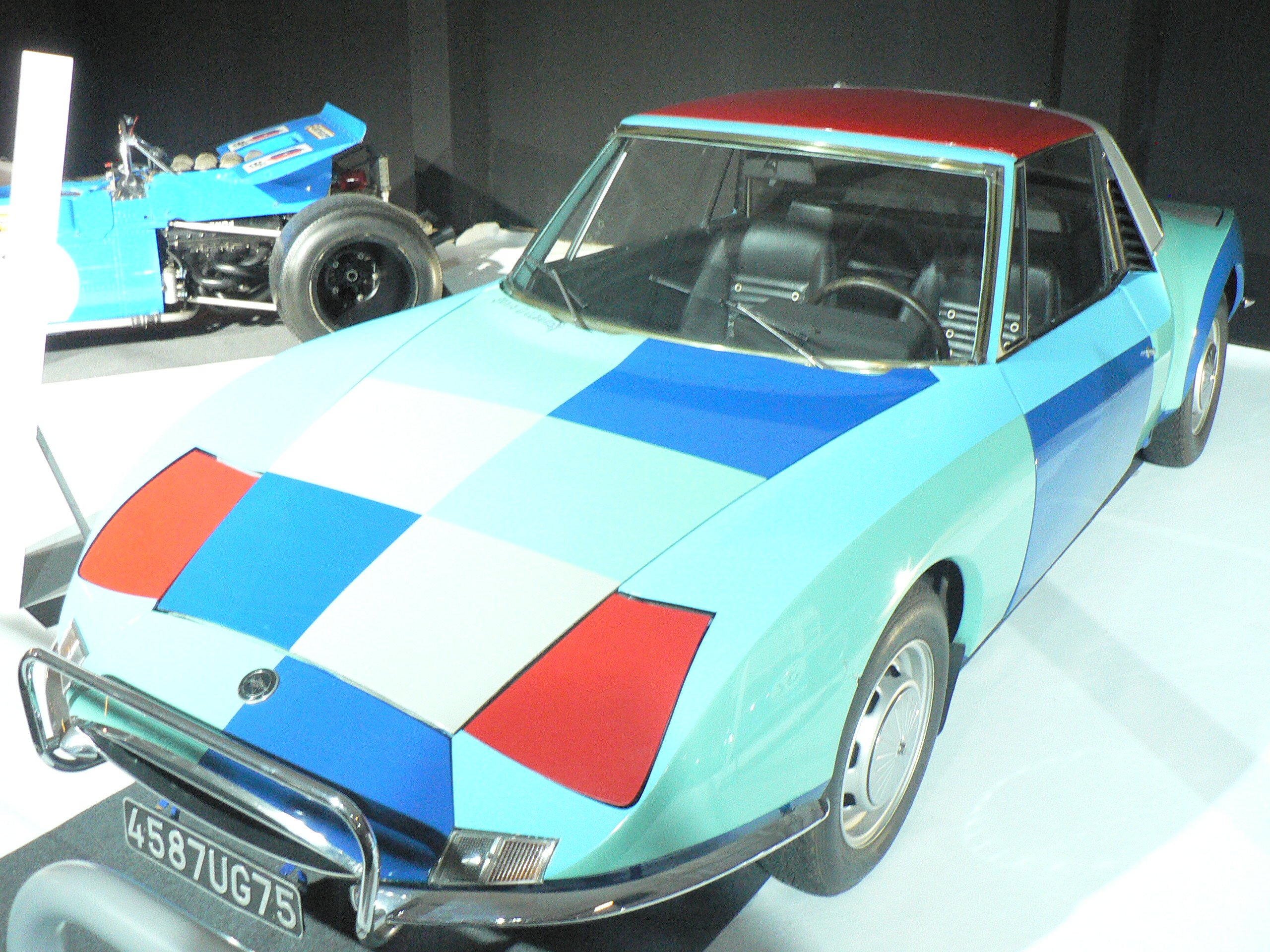
ソニアが彩色したマトラ・M530

第二次世界大戦後、ソニアは新現実展の委員を数年つとめた。ソニアと息子シャルルは1963年にドローネー夫妻の作品107点をフランス国立近代美術館に寄付した。アルベルト・マニェッリによると、「ルーヴル美術館で展示が行われた存命の画家」はソニア・ドローネーとジョルジュ・ブラックだけであった。1966年にソニアはステンシルで複製した11点のガッシュにジャック・ダマズのテクストがついたRythmes-Couleurs を出版した。1969年にはやはりダマズによるテクストがついている27点のステンシルを収録したRobes poèmesを出した。
1967年2月25日から4月5日まで『レアリテ』誌によりフランスの医療研究のための資金集めイベントとして行われた「5人の現代芸術家による5台の車」展に際して、ソニアはマトラが出しているマトラ・M530を装飾し、出展した。
1975年にソニアはレジオンドヌール勲章を受けた。1976年から、ソニアはフランスの会社であるアールキュリアルのために1920年代の自身の作品からヒントを得て幅広くテキスタイル、テーブルウェア、宝飾品を開発した。ソニアの自伝である  Nous irons jusqu'au soleil （『私たちは太陽にのぼる』）が1978年に刊行された。

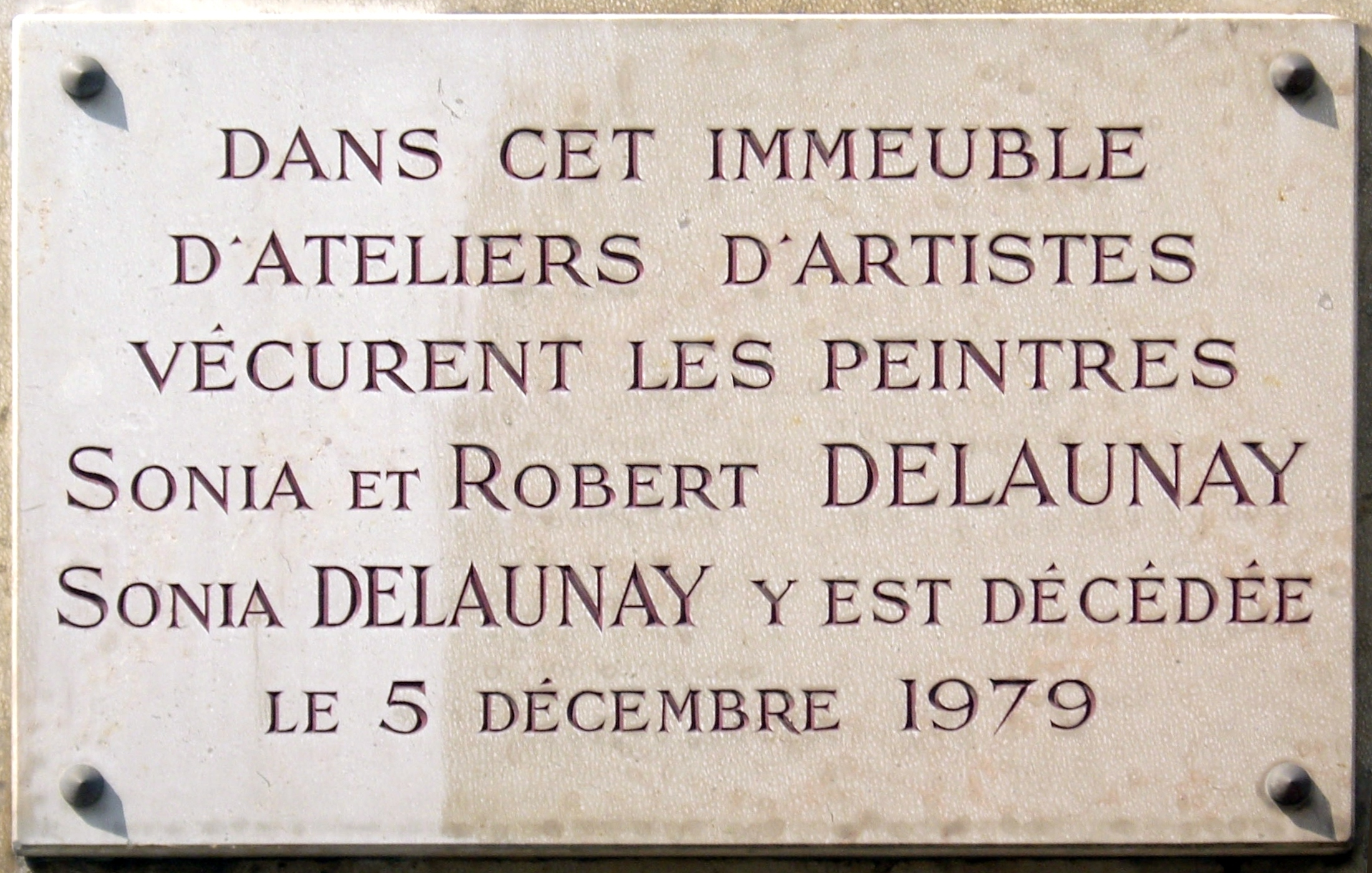
ドローネー夫妻が暮らし、ソニアが亡くなったサンシモン通り16番地のプラーク

ソニア・ドローネーは1979年12月5日、94歳にてパリで亡くなった。ガンベでロベールの傍らに葬られた。

## 影響
アメリカ合衆国のファッションデザイナーであるペリー・エリスは1984年のコレクションをソニアに捧げ、ソニアの色彩や模様を用いたニットやプリントを制作した。